# 鎮元大仙

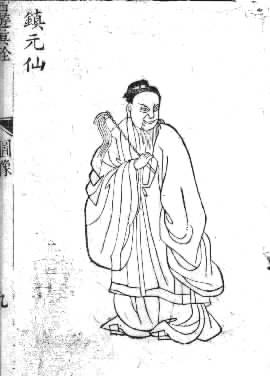
鎮元大仙

鎮元大仙為《西遊記》中神仙，被描述為“地仙之祖”，道号镇元子，在万寿山五庄观修行。因孫悟空等人偷吃并推倒了他的人參果樹，捉拿唐僧師徒四人，最後在觀音的幫助下，救活他的樹，與孫悟空結拜兄弟。